# Хломаускас, Эдуардас
Эдуа́рдас Хлома́ускас (лит. Eduardas Chlomauskas; 8 января 1927, Каунас — 9 октября 2004, Вильнюс) — литовский инженер-архитектор, заслуженный архитектор Литовской ССР (1971), народный архитектор Литовской ССР, лауреат Премии Совета Министров ССР (1972), Государственной премии Литовской ССР (1967, 1971).

## Биография
Учился в Каунасской гимназии (1941—1947). Окончил Каунасский политехнический институт (1953). С 1953 года работал в Институте проектирования городского строительства в Вильнюсе; в 1959—1964 годах руководитель группы, в 1960—1992 годах главный архитектор проектов.
В 1960—1970 годах преподавал в Вильнюсском филиале Каунасского политехнического института. С 1992 года был главным архитектором проектов закрытого акционерного общества Пастатас („Pastatas“), в 1998—2000 годах — руководитель проектов.

## Проекты

Онкологическая больница

По проектам Эдуардаса Хломаускаса в Вильнюсе построены:
- Институт проектирования городского строительства (1961)
- Республиканская больница (1966, совместно с Зигмантасом Ляндзбергисом)
- Клиническая больница на 500 коек[2] (1967, совместно с З. Ляндзбергисом; Государственная премия Литовской ССР, 1967; инженер Генрихас Карвялис)
- Дворец спорта (1971; совместно с Йонасом Крюкялисом и З. Ляндзбергисом; Государственная премия Литовской ССР, 1973)
- Республиканская детская больница в Сантаришкес (1977; совместно с Регимантасом Пличюсом-Пличюрайтисом и Р. Крикштопавичене)
- Онкологическая больница в Сантаришкес (1978, совместно с Пличюсом-Пличюрайтисом)
- Республиканская клиническая больница в Сантаришкес (1983, совместно с З. Ляндзбергисом и Регимантасом Пличюсом-Пличюрайтисом)

В Валькининкай (Варенский район) по проекту Хломаускаса и Ляндзбергиса построено здание детского санатория «Пушяле» (1970; премия Совета Министров СССР, 1972). Создал проекты планировки жилых кварталов в Вильнюсе на улицах Туристу (ныне уд. Жалюю эжеру, 1978, совместно с Пличюсом-Пличюрайтисом и Р. Толейкисом) и Буйвиджю (1981, совместно с Р. Толейкисом), проекты жилых домов для малосемейных (1978, 1980), производственного здания „Lietprojektas“ на улице Лукишкю (1989, совместно с Й. Мачюнайте), больницы «Скорой помощи» в Вильнюсе (1995, совместно с З. Ляндзбергисом).

## Награды и звания
- 1967 — Государственная премия Литовской ССР (Республиканская премия)
- 1971 — заслуженный архитектор Литовской ССР
- 1973 — Государственная премия Литовской ССР (Республиканская премия) — за создание Дворца спорта с залом универсального назначения, вместе с архитекторами Зигмантасом Ляндзбергис, Йонасом Крюкялисом, инженерами Г. Карвялисом, А. Катилюсом, строителями И. Мартинайтисом, Й. Рукасом, Н. Пяскиным [3];
- 1972 — Премия Совета Министров СССР
- 1984 — Народный архитектор Литовской ССР